# Železniční open-access operátor
V železniční dopravě v Evropě je open-access operátor společnost provozující vlaky, která přebírá plně komerční riziko, jezdí na infrastruktuře vlastněné třetí stranou a nakupuje vlakové trasy na zvolené trase a v zemích, kde jsou železniční služby provozované v rámci franšíz, podniká na riziko mimo franšízu.

## Příklady dopravců podle státu

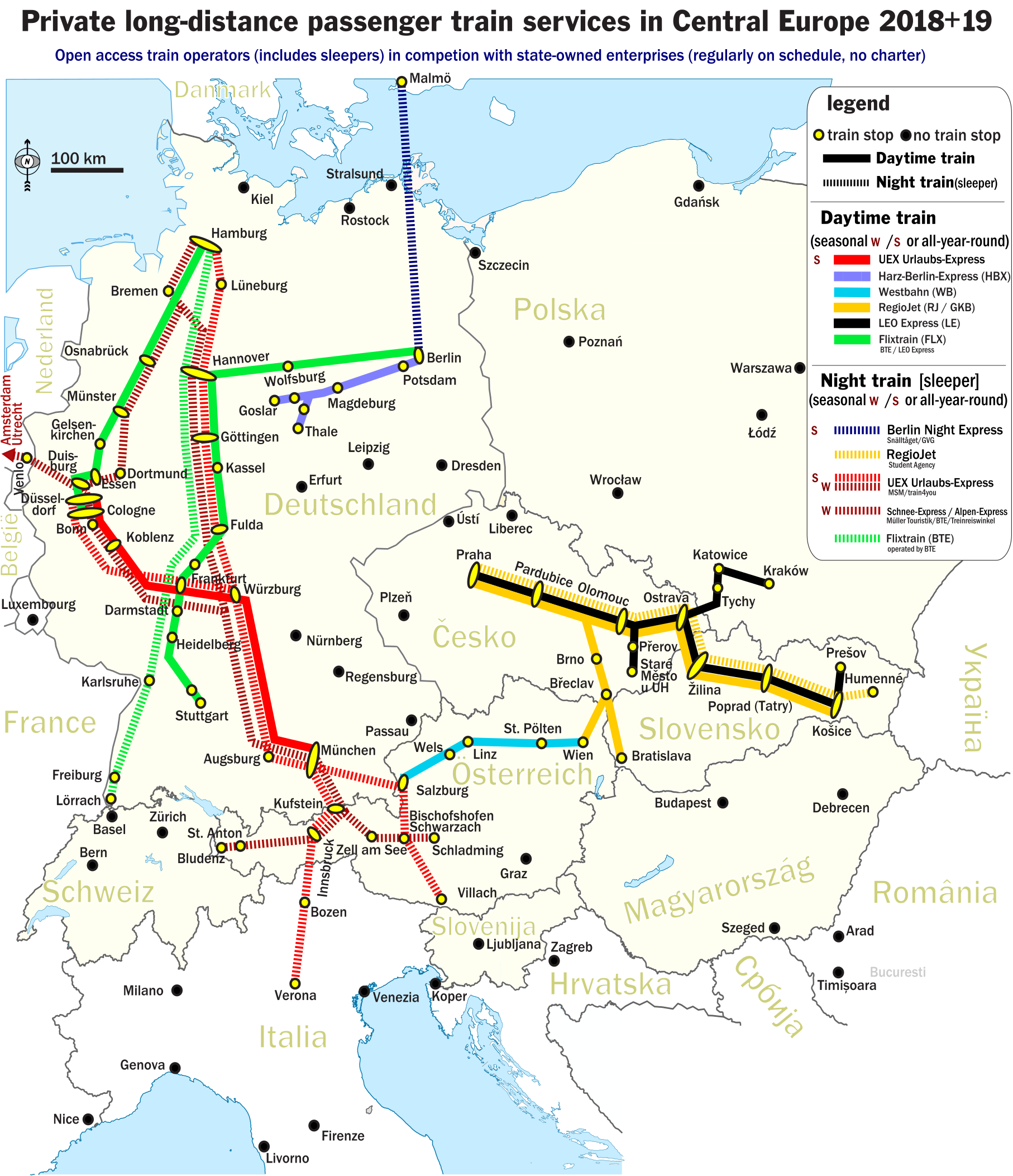
Open-acces operátoři v osobní dopravě ve střední Evropě

### Česko
- LEO Express
- RegioJet

### Francie
- Eurostar
- Thello
- Izy

### Itálie
- DB/ÖBB Italia
- Nightjet (Railjet)
- Italo

#### Bývalé provozy
- Arenaways

### Německo
- FlixTrain
- Harz-Berlin-Express
- Nightjet (Railjet)
- WESTbahn

#### Bývalé provozy
- Hamburg-Köln-Express, převzato dopravcem FlixTrain
- Locomore Stuttgart-Berlin, převzato společností Leo Express a poté operováno jako FlixTrain

### Portugalsko
- Takargo Rail
- COMSA Rail Transport

### Rakousko
- RegioJet
- WESTbahn

### Slovensko
- RegioJet (všechny linky mimo trasy Bratislava — Komárno Trať Bratislava–Dunajská Streda–Komárno, která je franšízová)

### Slovinsko
- Adria Transport

### Spojené království
- Eurostar
- Grand Central
- Heathrow Express
- Hull Trains
- Lumo

#### V plánu
- Alliance Rail Holdings
- Go! Co-operative
- Grand Union

#### Bývalé provozy
- Heathrow Connect (absorbováno TfL Rail v květnu 2018)
- Wrexham & Shropshire (nefunguje od ledna 2011)

#### Zrušené plány
- First Harrogate Trains
- Glasgow Trains
- On Route Logistics (společnost zrušena)
- Platinum Trains
- Rutland Rail (společnost zrušena)

### Španělsko
- Ouigo España (TGV, SNCF)

#### V plánu
- ILSA

### Švédsko
- FlixTrain
- MTRX
- Snälltåget (Transdev) (Malmö - Stockholm - Åre)
- TÅGAB

#### Bývalé provozy
- Blå Tåget
- Saga Rail